# 宇宙 (姓)
宇宙（うちゅう）は、日本の苗字の一つ。
長崎県・東京都内に数軒確認されている。

## 苗字の由来
かつて、この姓を名乗る家人が民族学者の柳田國男らに取材を受けた際、「先祖がなぜこのような苗字にしたのかまったく判らない」と答えたという。
- 長崎県において先祖代々在住していること
- 長崎県が江戸時代に唯一、海外貿易を許されていて諸外国の文化やキリスト教などの宗教が入っていたこと

などから、「宇宙という当時の日本人には考えもつかないような壮大なスケールのイメージを苗字にしたのではないか」との見解を述べた。
日本姓氏語源辞典によると、長崎県諫早市にあった日蓮宗の本誠寺の僧侶が、無限の時間と空間を意味する「宇宙」の語を姓とした明治新姓であるとしている。